# 사진제판

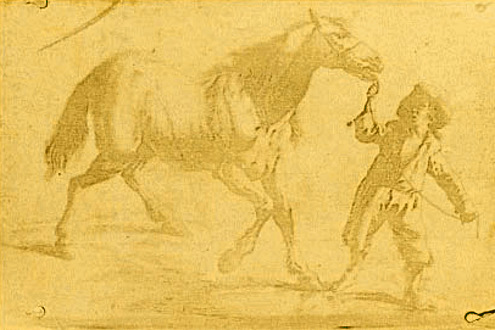
사진제판으로 만든 가장 오래된 것으로 알려진 프린트. (1825년 조제프 니세포르 니에프스)

사진제판(寫眞製版, photoengraving)은 표면에 적재되는 감광 포토레지스트를 사용하는 공정이다. 도판(圖版)·사진식자·사진 등의 원고를 인쇄하는 데는 사진재판법이 쓰인다.
철판(凸版)·평판(平版)에서는 단색의 선화(線畵)나 사진 문자 등 농담(濃淡)의 상태가 없는 원고는 그대로 촬영되어서 판이 되지만, 흑백사진은 세밀한 그물눈처럼 생긴 제판(製版)스크린을 가려 놓고 제판 필름에 촬영되며 화면의 농담을 망점(網點)의 크고 작은 것으로 바꿔 놓은 사진판으로 제판된다. 즉 밝은 부분은 작은 점으로, 어두운 부분은 굵은 점으로 나타나게 된다. 망점은 또한 신문과 같이 질이 낮은 용지에 인쇄하는 경우는 굵고(25.4mm당 65선) 잡지의 화보나 미술복제화 등에서는 가늘다(150선 혹은 175선).
그라비어인쇄소에서는 사진 등은 그라비어 스크린을 가지고 제판되며, 원고의 농담을 망점의 깊이로 바꿔 놓는다. 어두운 부분에서는 망점을 깊게 하고 지면(紙面)에 묻는 잉크의 양이 많아지도록 한다.
컬러사진 등은 보통 황·적·청·흑(黑)의 4색으로 갈라서 인쇄한다. 그러므로 우선 제판카메라의 렌즈 앞에 색필터를 붙여 컬러원고를 색분해(色分解)한다. 황판(黃版)을 만들 때는 청자색(靑紫色：푸른보라색), 적판(籍版) 때에는 녹색, 청판 때에는 적색 필터를 사용한다. 이렇게 하여 만들어진 색분해 필름은 인쇄잉크의 색에 맞춰서 색수정(色修正)을 하고, 흑백사진 때와 동일한 방법으로 각 색깔별로 재판된다.